# Be.One
Be.One was een politieke partij in België die inzette op radicale gelijkheid op vlak van gender, afkomst en sociale achtergrond.
De partij werd in februari 2018 opgericht door voormalig Agalev-senator Meryem Kaçar, voormalig activist Dyab Abou Jahjah en voormalig AEL-voorzitter Karim Hassoun. De partijlijst omvatte verder namen als oud-journalist Hilde Sabbe, hoofddocent Dries Lesage (echtgenoot van Meryem Kaçar), ex-Open Vld'er Rudi Nees en auteur Momi Mbuze. Vanuit liberale hoek werd Be.One vergeleken met de Nederlandse partij Bij1. Voor sommigen onder hen, onder meer voor Meryem Kaçar en Dries Lesage, was de aansluiting bij deze partij slechts van korte duur.
Bij de Belgische lokale verkiezingen 2018 behaalde de partij 0,4 procent in Antwerpen (provincie) 0,6 procent in Antwerpen (stad), 0,6 procent in het Antwerpse district Deurne en 1 procent in het district Merksem. Andere gemeenten waar de partij opkwam waren Gent (1,1%), Sint-Niklaas (1,6%), Beringen (2,4%), Houthalen-Helchteren (0,3%) en Mechelen (3%).
Op 2 april 2019 werd Dyab Abou Jahjah ondervraagd door de Brusselse politie over zijn tweets betreffende de toestand in Palestina. De partij zag er een poging in van "instrumentalisering van justitie voor politieke doeleinden", net nadat de partij een Nederlandstalige lijst in Brussel had ingediend voor de verkiezingen van 2019, waarvan Jahjah lijsttrekker is.
Be.One zei op 26 mei 2019 op te zullen komen voor de Europese, de federale en de gewestverkiezingen. De partij diende uiteindelijk slechts in Oost-Vlaanderen en Antwerpen lijsten in voor de verkiezingen van het Vlaams parlement, waar het ver onder de kiesdrempel bleef. Bij de verkiezingen voor het Brussels parlement haalde de partij een score van 4,3% in de Nederlandse taalgroep, maar geen zetel. Na deze uitslag stapte boegbeeld Abou Jahjah uit de politiek. Sinds september 2019 was geen activiteit meer te merken op de officiële website.